# ウォーキングwithビースト
『ウォーキングwithビースト』（Walking with Beasts）は、BBC Natural History Unit が制作した2001年の六部作ドキュメンタリーテレビシリーズ。『ウォーキングwithダイナソー〜驚異の恐竜王国』の次に制作されたシリーズであり、前作で描かれた非鳥類型恐竜が絶滅した6500万年前から後の時代を舞台とし、CGIとアニマトロニクスを用いて新生代の動物を再現する。前作と同様、物語は伝統的な自然ドキュメンタリーのスタイルで進行しており、作中で紹介されるクジラ、ウマ、ゾウ、ヒトの進化がその例である。
北アメリカでは『ウォーキングwithビースト』はディスカバリー・チャンネルで放送され、ナレーターにはケネス・ブラナーでなくストッカード・チャニングが起用された。その後、ディスカバリー・キッズの『太古の地球から よみがえる恐竜たち』第2シーズン用に再編集され、ナレーションもケネス・ブラナーではなくクリスチャン・スレーターが起用された。

## 制作

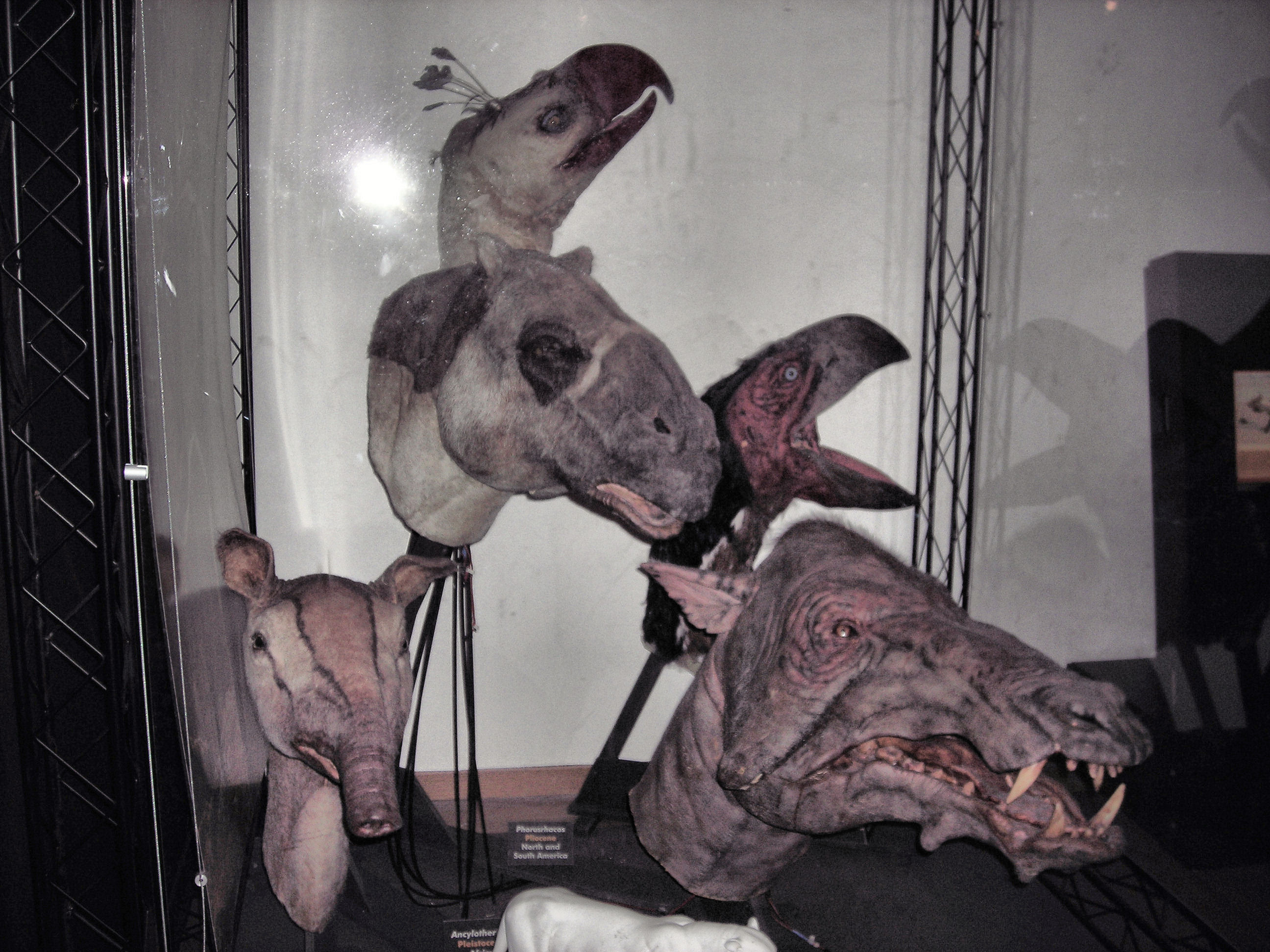
シリーズで用いられた動物たちの頭部。ロンドン、ホーニマン博物館

プロデューサーティム・ヘインズは、恐竜ほど大衆文化に姿を現さない新生代の魅力的な哺乳類に一般民衆が出会えるよう、『ウォーキングwithダイナソー〜驚異の恐竜王国』の続編制作を望んだ。
前作と同様、撮影クルーは作中で描写された時代の風景にごく近い場所へ足を運び、後で合成で生物を加える用の何もない風景と、近距離のアニマトロニクスを撮影した。ケナガマンモスの雪に残した足跡など、動物の環境に残した影響を再現する必要もあった。アニマトロニクスの幅広い動きはパペッターが操作し、より細かい動きはサーボモータを介して遠隔操作された。
視覚効果予算は700万ドルから800万ドルで、当時の長編映画よりは遥かに安上がりであった。ティム・ヘインズはこれを綿密に練られた計画のためであるとした。哺乳類の毛皮と動作部位は鱗に覆われた前作の爬虫類よりも動かすことが困難であった。
「氷河期時代最大の哺乳動物マンモス」では、生身の俳優がホモ・サピエンスとネアンデルタール人を演じた。「人類の起源アウストラロピテクス」でも、アウストラロピテクスのごく近距離の撮影に人工装具を纏った女優が起用された。
「最強の肉食獣サーベルタイガー」は実際にスミロドンが生息していたブラジルで撮影された。撮影の時期が雨季と重なり、撮影陣は予期しない悪天候に苦戦を強いられることとなった。

## エピソード

### 哺乳類繁栄の始まり
登場する動物
- レプティクティディウム
- ガストルニス
- アンブロケトゥス
- プロパレオテリウム
- ゴディノティア（最古の霊長類）

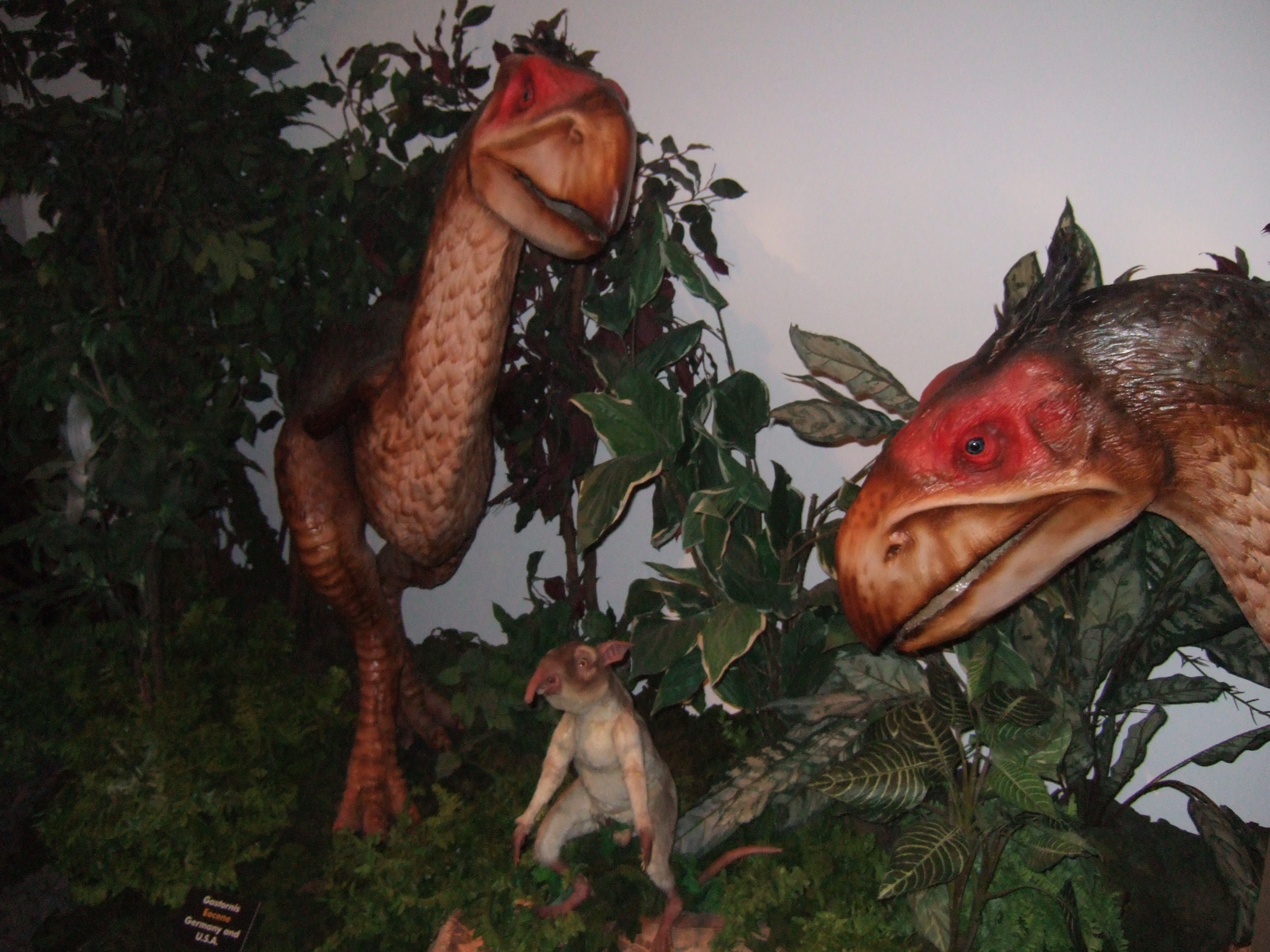
ガストルニス

- ユーロタマンデュア（ヨーロッパ最古のアリクイ）
- ティタノミルマ（最古のアリ）
- 肉歯類
- ヤモリ（現生種）
- クロコダイル（現生種）
- カエル（現生種）
- ヘビ（現生種）
- コウモリ（最古と思われる）

### クジラの祖先バシロサウルス
登場する動物
- バシロサウルス
- アンドリューサルクス

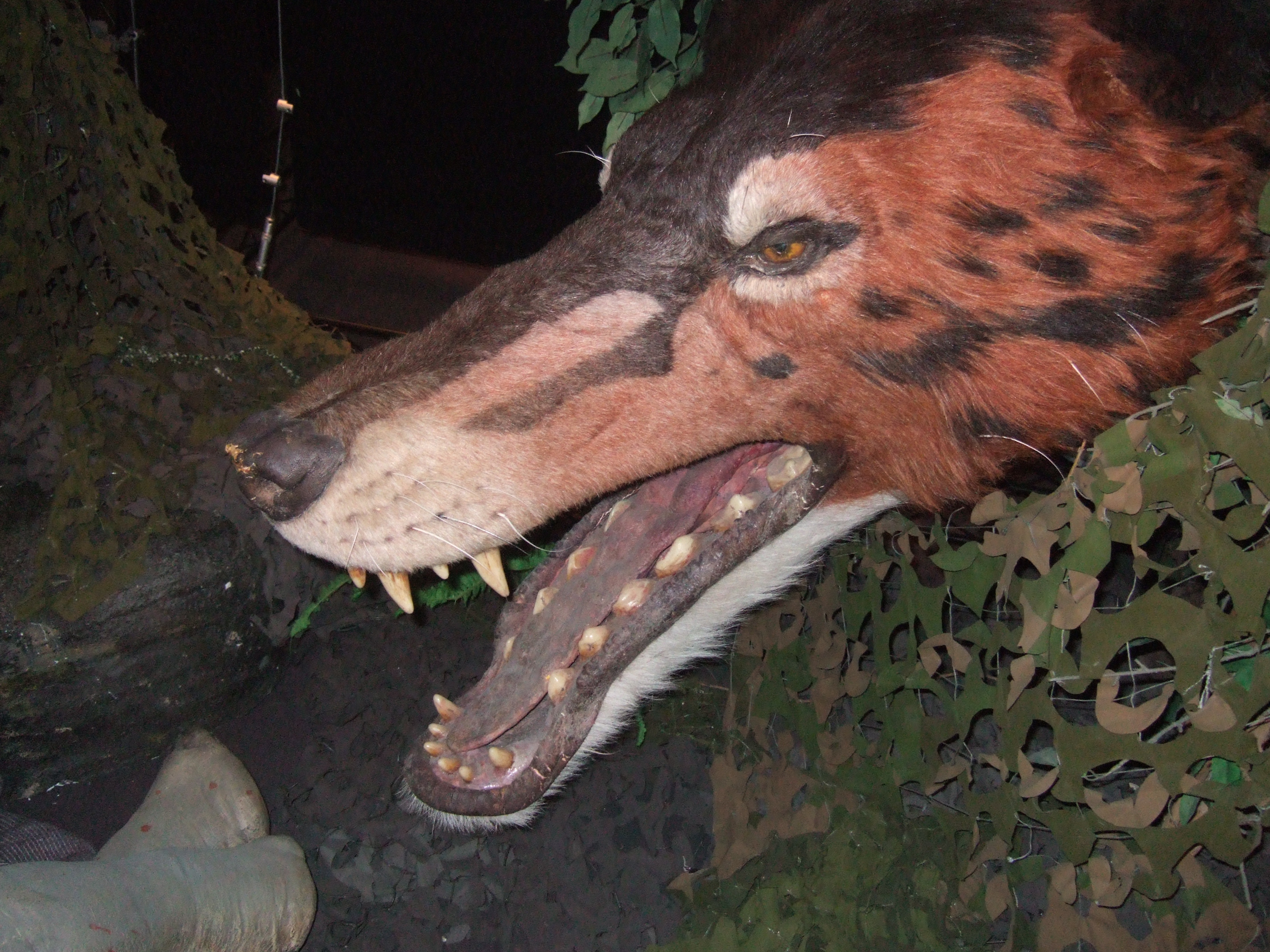
アンドリューサルクス

- エンボロテリウム（劇中ではブロントテリウムと呼ばれている）
- ドルドン（アフリカの海に生息するハクジラ）
- メリテリウム
- アピディウム（アフリカ最古の霊長類）
- サメ（アフリカの海に生息するサメ）
- プッピゲルス（最古のウミガメ）

### 史上最大の陸生哺乳類インドリコテリウム

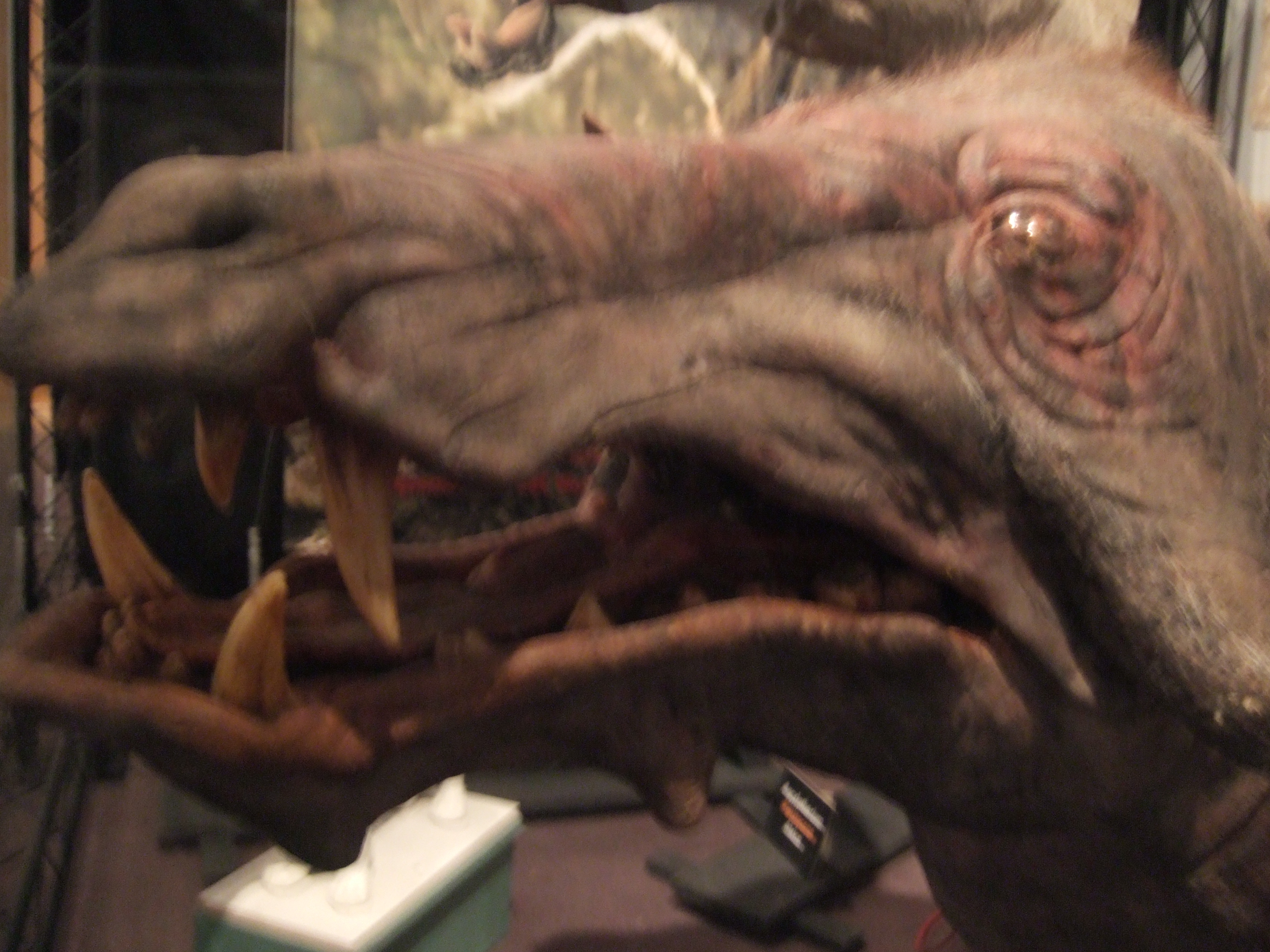
エンテロドン

登場する動物
- インドリコテリウム
- ヒエノドン
- エンテロドン
- カリコテリウム
- アンフィキオン

### 人類の起源アウストラロピテクス

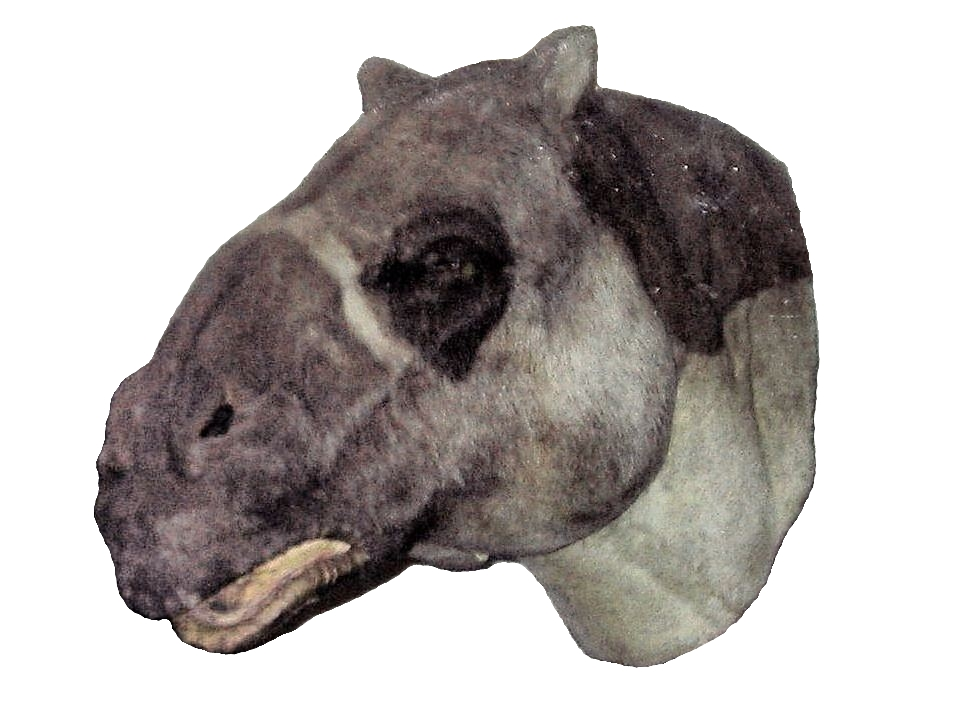
アンキロテリウム

登場する動物
- アウストラロピテクス
- ディノフェリス
- デイノテリウム
- アンキロテリウム
- イボイノシシ（現生種）
- サイ（現生種）
- ジャッカル（現生種）
- ハゲワシ（現生種）
- シマウマ（現生種）
- ダチョウ（現生種）

### 最強の肉食獣サーベルタイガー

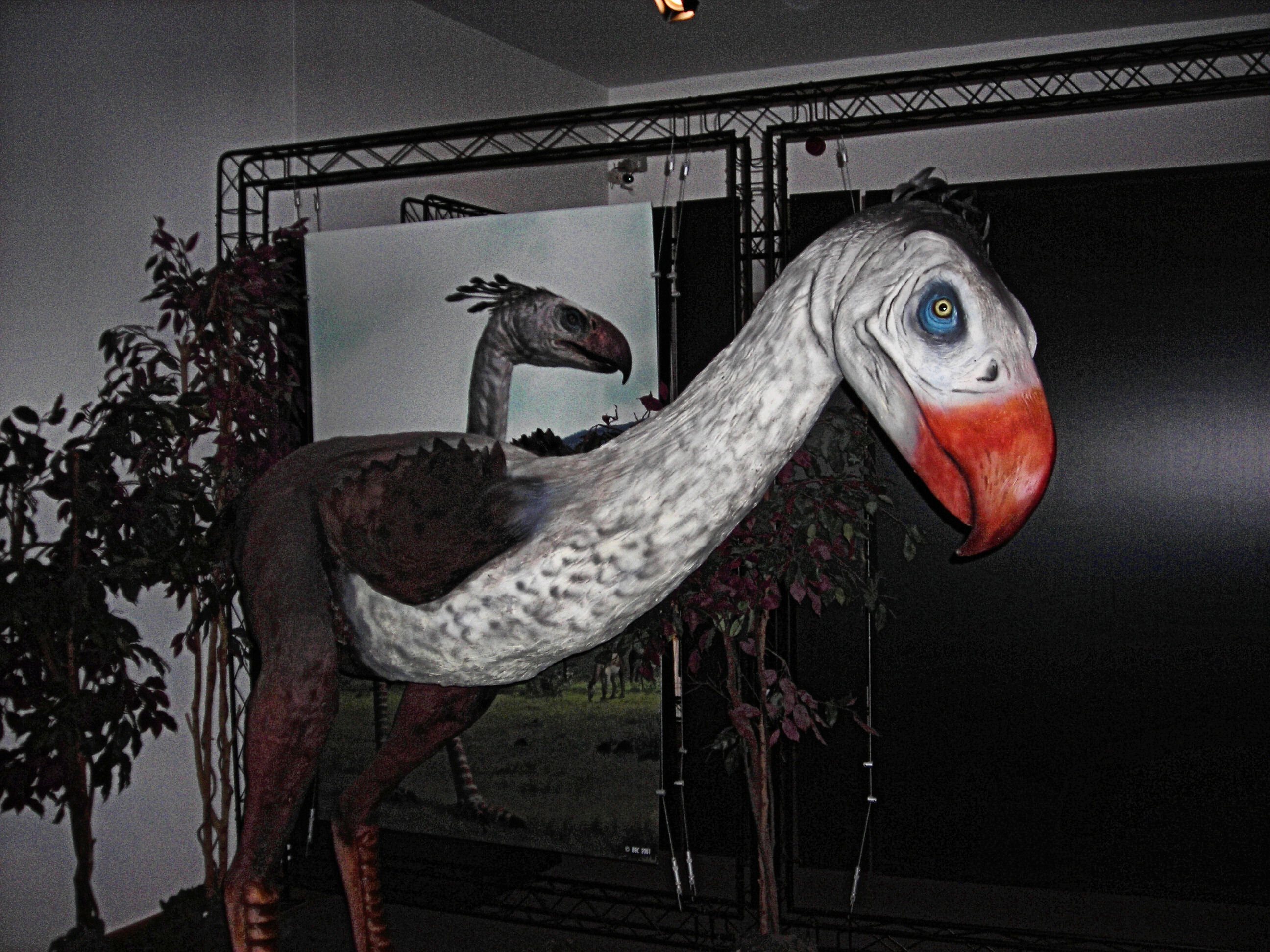
フォルスラコス

登場する動物
- スミロドン
- フォルスラコス
- マクラウケニア
- メガテリウム
- ドエディクルス

### 氷河期時代最大の哺乳動物マンモス

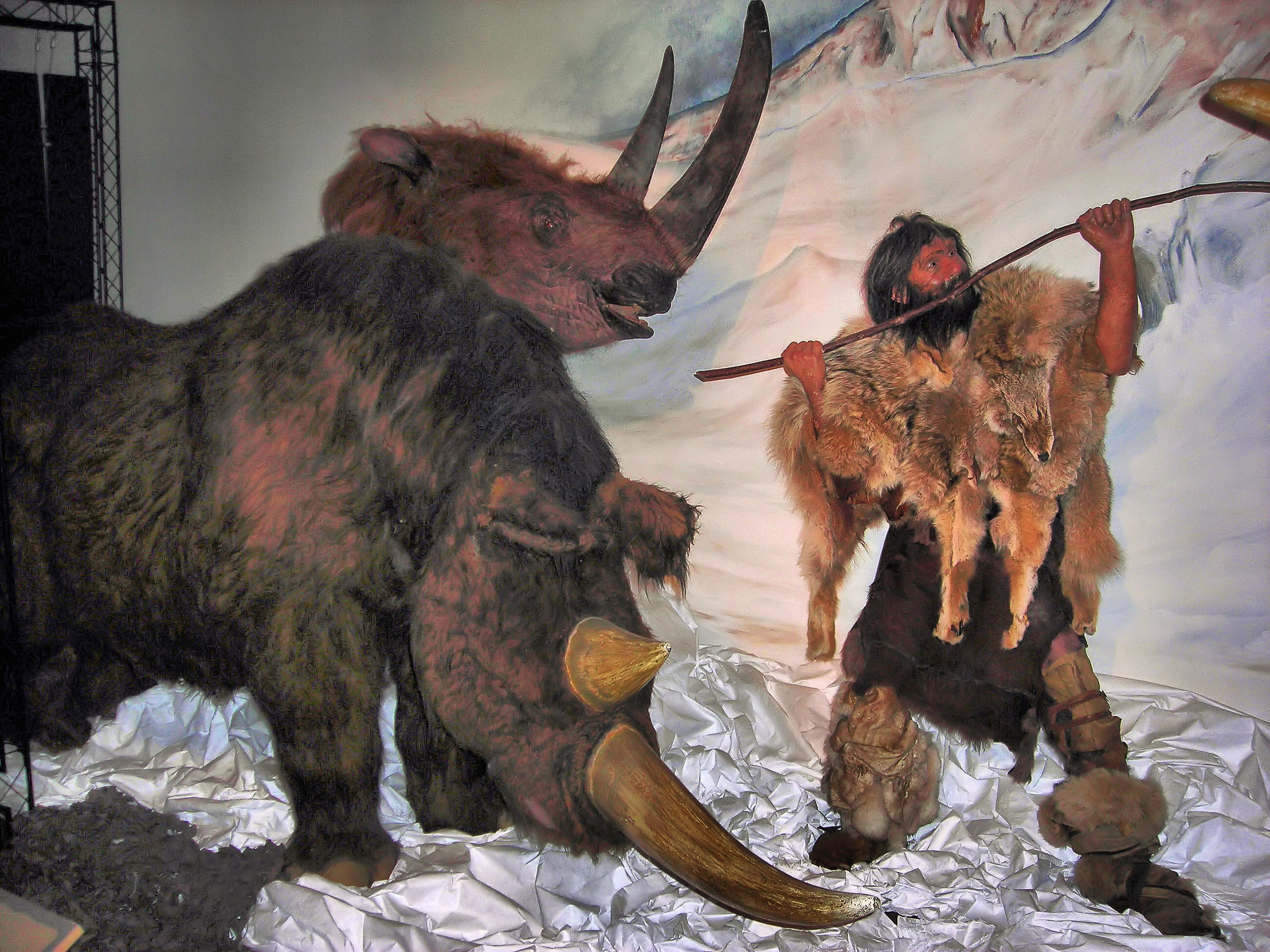
ケブカサイ

登場する動物
- ウーリーマンモス
- メガロケロス
- ケブカサイ
- クロマニョン人
- ホラアナライオン
- ネアンデルタール人
- サイガ（終盤のみ）
- ハイイロオオカミ（終盤のみ）
- ヨーロッパバイソン（終盤のみ）

## 放送と発売
『ウォーキングwithビースト』はイギリスのBBC Oneで2001年11月12日から12月21日にかけて初放送された。北アメリカではディスカバリー・チャンネルで12月に放送された。イギリスでの放送は、スポーツ以外ではBBCの最初の双方向番組となった。
日本ではNBCユニバーサル・エンターテイメントジャパンからDVDが販売されている。配信状況としてはTSUTAYA TVのほか、Huluで配信されている。

### 広告
本作はKelloggの朝食用シリアルとのタイアップと、ウィンドウズパソコン用ビデオゲーム Walking with Beasts: Operation Salvage の広告で宣伝された。ベン・バートレットによるサウンドトラックはCDでリリースされた。展示は Herbert Art Gallery and Museum で開催された。

## 評価
本作の第1話は850万人の視聴者を記録し、 番組視聴占拠率は35%に達した。
批評家は一般に『ウォーキングwithビースト』を楽しんだ。しかし、ナレーションが威圧的で、視覚効果が残念だと低評価する批評家もいた。

### 書籍
ティム・ヘインズの執筆した書籍が2001年のシリーズの放送に合わせて発売された。『ウォーキングwithダイナソー〜驚異の恐竜王国』と同様に、『ウォーキングwithビースト』の書籍版は各話の背景が推敲されており、シリーズで断定されなかった動物や登場しなかった動物も含めて、番組の大部分の基準とされていた科学的事実をさらに説明している。

## 賞
本シリーズは2002年にエミー賞最優秀アニメ番組賞を受賞した。